# Реакція Шимана
Реа́кція Ши́мана, також реа́кція Ба́льца — Ши́мана — реакція отримання арилфторидів при обробці діазонієвих солей флуороборатами із наступним нагріванням. Даний метод, відкритий Гюнтером Шиманом і Гюнтером Бальцом у 1927 році, є одним з найефективніших способів введення атомів фтору в ароматичне кільце.
Реакція Шимана полягає в обробці солей діазонію тетрафтороборатною кислотою H[BF4] (або відповідними солями NaBF4, NH4BF4), внаслідок чого утворюється комплекс діазоній борофториду ArNN+BF4-. Для отримання вихідних діазосполук використовують більш поширені аміни, які під дією нітритної кислоти дають необхідні солі діазонію.
Отримані боратні комплекси є доволі стійкими речовинами. Їх відфільтровують з реакційної суміші, висушують і нагрівають, в результаті чого вони розпадаються на цільовий арилфторид, азот і трифторид бору:
Вихід реакції залежить від типу замісника в ароматичному кільці. Так, електронодонорні замісники підвищують вихід, а електроноакцепторні знижують.
Аналогічні результати дає також застосування комплексів ArNN+PF6-, ArNN+AsF6- і ArNN+SbF6-, у деяких випадках навіть із кращим виходом.